# Constance de Portugal (1182-1202)
Pour les articles homonymes, voir Constance de Portugal.
Constance de Bourgogne et Barcelone ou Constance de Sánchez de Portugal, née le 1182 et décédée le 3 août 1202, est une infante portugaise, la troisième fille de Sanche Ier de Portugal et de Douce d'Aragon. On en sait peu sur sa vie, excepté qu'elle décéda sans jamais s'être mariée.